# Castello di Glamis
Il castello di Glamis è il maniero che domina il villaggio di Glamis, presso Angus, in Scozia. Esso è l'abitazione ufficiale dei conti Strathmore e Kinghorne, ed attualmente aperto al pubblico. Il castello di Glamis fu la residenza natale della regina consorte Elizabeth Bowes-Lyon, madre della regina Elisabetta II del Regno Unito. La sua seconda figlia, la principessa Margaret d'Inghilterra, nacque qui. Un'illustrazione del castello venne stampata nel 1987 sulla banconota da 10 sterline dalla Royal Bank of Scotland.
Noti sono soprattutto gli stucchi interni del castello, rinomati per la loro ricchezza e per la splendida conservazione. Assieme al castello di Muchalls ed a quello di Craigievar è considerato uno dei più bei castelli di Scozia.

## Collocazione
Glamis si trova al limitare della fertile terra di Strathmore, nell'Angus, che si staglia tra le Sidlaw Hills e le Grampian Mountains a nord, a venti chilometri dal Mare del Nord.
Le proprietà attorno alla residenza, coprono un'area di 57 km² oltre al giardino ove si trovano molti sentieri e in cui si producono prodotti assortiti quali grano. L'allevamento per la produzione di carne è pure praticato. L'arboretum che si affaccia sul viale principale del parco del castello, raccoglie piante provenienti da tutto il mondo, alcune delle quali hanno diverse centinaia di anni.

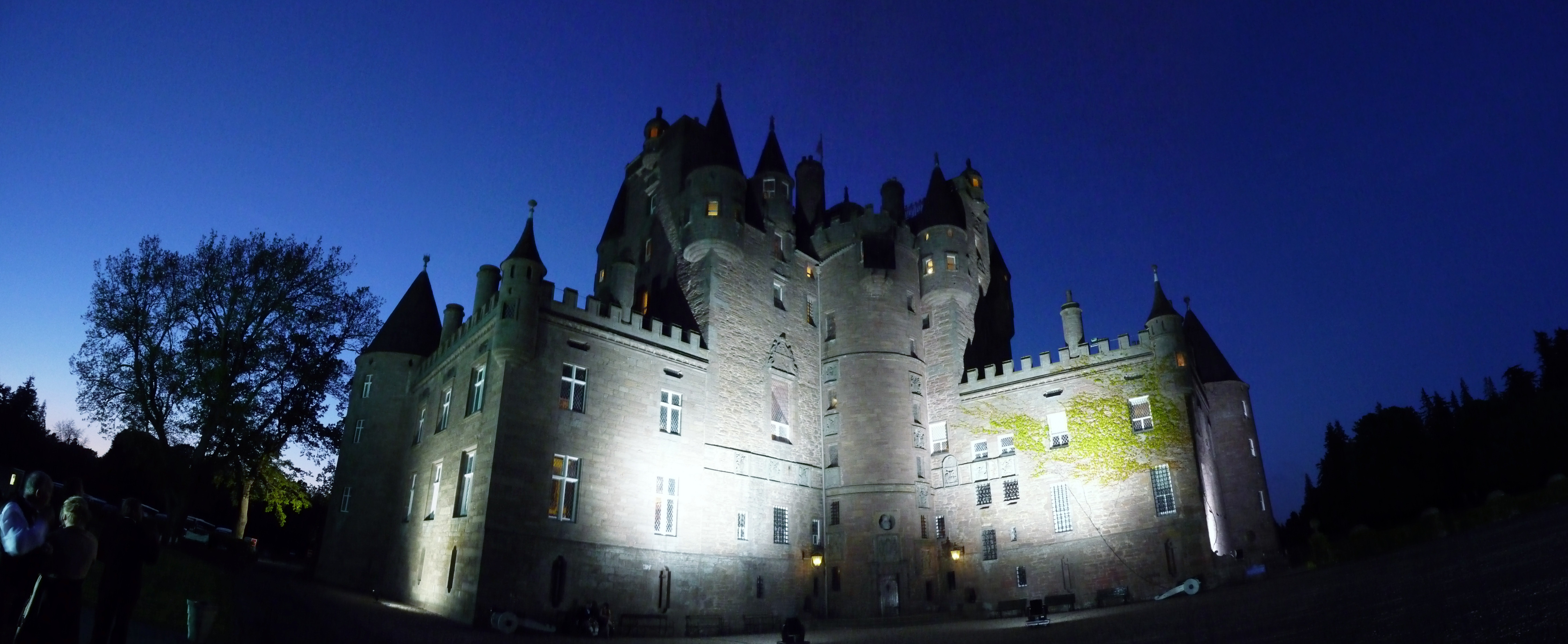
Veduta notturna del castello

## Storia
Comunque, nei pressi del castello di Glamis sono stati trovati dei reperti preistorici, come la pietra pitta chiamata Eassie Stone, dal villaggio di Eassie in cui venne trovata.
Nel 1034 Malcolm II di Scozia fu ucciso a Glamis. Dal 1372 il castello passò ai Lords di Glamis  (poi Conti di Strathmore e Kinghorne) come residenza ufficiale.

## Leggende

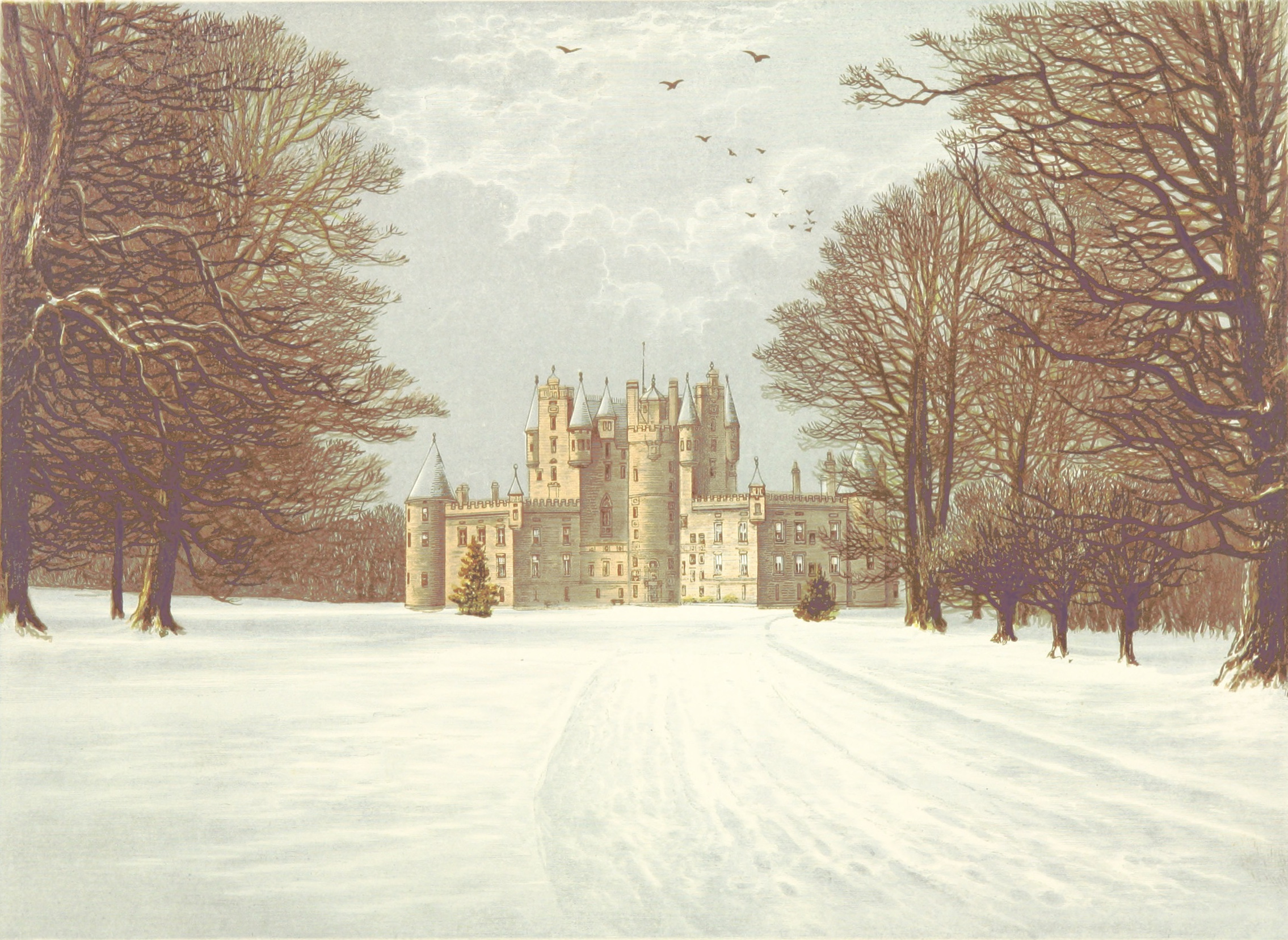
Il Castello di Glamis avvolto dalla neve, circa 1880.

Una delle più famose leggende del castello di Glamis lo collega al cosiddetto mostro di Glamis, un ragazzo deforme che sarebbe nato nella famiglia residente. Secondo la storia, l'individuo sarebbe stato tenuto prigioniero nella rocca a causa delle sue malformazioni e, per nasconderlo,  venne murato vivo in una stanza segreta.
Secondo il sito ufficiale del Castello di Glamis, inoltre, nel 1034 re Malcolm II di Scozia sarebbe stato mortalmente ferito proprio nei pressi della Loggia di Caccia Reale che si trovava nel luogo dove attualmente sorge il castello, e qui egli morì.